# 꺼삐딴 리
《꺼삐딴 리》는 소설가 전광용의 단편소설이다. 1962년 《사상계》 7월호에 발표되었으며 같은해 제7회 동인문학상을 수상했다. 제목의 "꺼삐딴"은 영어 "캡틴"(captain)을 의미하는 러시아어 '카피탄'(러시아어: Капитан 카피탄[*])이 와전된 표현이다. 해외에서는 《Kapitan Ri》라는 제목으로 알려져 있다.

## 줄거리
서울 시내에서 고급 병원을 운영하고 있는 이인국 박사는 자신의 병원에서 가난한 환자들은 받지 않고 병원비도 다른 병원의 두 배를 받으면서 부유층과 권력층 등 돈 있는 환자만 받는다. 이박사는 막 수술을 마치고 수술이 성공한 것 같지 않은 개운치 않은 상태에서 미국 대사관의 브라운씨를 만나러 간다. 그는 광복 전까지  힘 있는 일본인이었으나 춘석의 고발로 친일 혐의로 잡혀간다.
감옥에서 이인국 박사는 매를 맞아 아픈 몸으로도 노어(러시아어) 회화책을 우연히 얻어 러시아어를 공부한다. 감방 안에서 이질이 발생했다는 것을 알고 간수들에게 알린다. 이후 의술을 인정받아 의무실에서 근무하게 된 그는 의무관 이었던 스텐코프의 혹을 치료해주고, 그 대가로 감옥에서 풀려나 집으로 돌아가게 된다. 스텐코프의 주선으로 이인국은 아들을 모스크바로 유학까지 보내지만 1950년 한국전쟁이 발발하자 아들과 연락이 끊어진다. 
이인국 박사는 전쟁 와중에 아내를 잃고 아들의 생사를 모른 채 1.4 후퇴 때 남한으로 내려온다. 이후 그는 서울 시내에 병원을 차리고 자신의 의술로 부유층과 권력층들만을 상대 하면서 돈을 번다.  딸 나미는 미국으로 유학가지만, 외인 교수와 결혼할 예정이다. 미 대사관으로부터 국무부 초청장을 받는 데 성공하자, 그는 자신이 미국에 가서도 반드시 성공하리 라는 자신감을 가지고 비행기표를 사러 반도호텔로 간다.

## 작품 분석
자기만의 영달을 꾀하는 카멜레온같은 기회주의자로 한국 현대사의 왜곡된 모습을 보여주는 전형적인 인물이다. 그는 뛰어난 의술 덕택에 극적으로 삶의 위기를 극복해 나간다. 그 와중에 그의 아내가 죽고 아들과 헤어지는 비극적인 일이 닥친다.
이 작품은 10개의 장절로 구성되어 있다. 첫장과 끝장이 현실이고, 8장은 주로 과거의 회상으로 되어 있는 역전적 구성이다. 이러한 구성에서는 시간 문제가 중요한데 '회중시계'가 그러한 역할을 담당하며 중요하게 쓰인다. 회중시계에는 역사적 전환기마다 변신하는 이인국의 행동과 밀접한 연관이 있다.

## 등장인물
- 이인국 박사 : 시대에 영합하는 인물. 일제강점기에는 잠꼬대를 일본어로 할 정도로 열성 친일이었다가 해방이 되고 소련군이 진주하자 친일파로 몰리나 스텐코프 소령덕으로 살아난다. 그 후 친소 노선을 걷다가 한국전쟁이 발발하자 청진기 하나만을 들고 남한으로 월남했다. 이후 4.19 혁명이 일어나자 미국으로 떠난다.
- 아내 : 이인국 박사의 아내. 소련으로 유학 간 아들의 신상을 걱정한다.
- 혜숙 : 이인국 박사의 후처. 이인국 박사의 병원에서 간호원으로 일했다.
- 나미 : 이인국 박사의 딸. 서양인 동양학 박사와 결혼하려 하여 흰둥이와는 결혼할 수 없다는 이인국 박사의 의지를 거스른다.
- 원국 : 이인국 박사의 아들. 스텐코프 소좌 덕으로 소련 유학을 가나 생사를 알 수 없게 된다.
- 스텐코프 소좌: 소련군의 육군 고문관으로 뺨에 알 수 없는 혹을 가지고 있었다. 이인국 박사가 자신의 혹을 치료하자 고마워하며 아들을 소련으로 유학 보낼 것을 추천한다.